# 大切をきずくもの
「大切をきずくもの」（たいせつをきずくもの）は、日本の歌手CHARAの21枚目のシングル。2000年10月12日にエピックレコードジャパンから発売された。

## 概要
表題曲「大切をきずくもの」は、CHARAが第2子となる長男を授かった際にその長男へ向けた遺書として書いた曲。ミュージックビデオの監督は初挑戦となる俳優の浅野忠信がつとめ、さらにジャケットも彼のイラストによるもの。キリンビバレッジ「午後の紅茶」のCMソング。

## 収録曲
| #  | タイトル                                     | 作詞  | 作曲  | 編曲       | 時間 |
| -- | -------------------------------------------- | ----- | ----- | ---------- | ---- |
| 1. | 「大切をきずくもの」                         | Chara | Chara | 名越由貴夫 | 4:53 |
| 2. | 「月と甘い涙（remix version）」              | Chara | Chara | 渡辺善太郎 | 5:44 |
| 3. | 「大切をきずくもの（instrumental version）」 | Chara | Chara | 名越由貴夫 | 4:53 |

## 収録作品
- ベスト『Caramel Milk 〜THE BEST OF CHARA〜』（2000年11月1日）
- ベスト『Sugar Hunter〜THE BEST LOVE SONGS OF CHARA〜』（2007年9月5日）
- シングル「オルタナ・ガールフレンド」（2012年6月6日）
  - 大切をきずくもの（2012年2月17日 東京文化会館 小ホール）
- オールタイム・ベスト『Naked & Sweet』（2016年11月16日）